# 短穗柯
短穗柯（学名：Lithocarpus brachystachyus）为壳斗科柯属的植物，是中国的特有植物。分布在中国大陆的海南等地，生长于海拔800米至1,000米的地区，一般生长在山地杂木林中，目前尚未由人工引种栽培。